# Lahoh

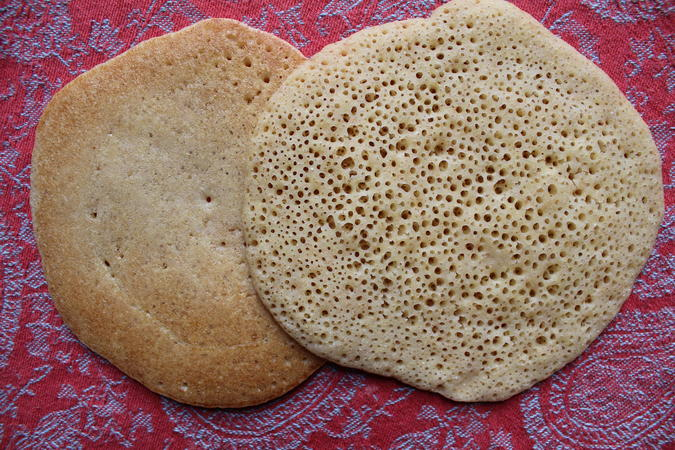
Ces crêpes sont très répandues en Arabie et au Moyen-Orient.

Le lahoh, également orthographié laxoox en Somalie, est une sorte de crêpe spongieuse utilisée comme pain et originaire du Yemen en Arabie. 
Il s'agit de la variante yéménite et sud-arabique de la crêpe mille trous ou crêpe nid d'abeille.
D'autres variantes sont consommées ailleurs dans le monde telles que l'atayef au Proche-Orient, l'injera ou canjeero dans la Corne de l'Afrique, le baghrir ou ghrayef au Maghreb, l'appam dans le Sud de l'Inde et au Ceylan.